# Les Plains-et-Grands-Essarts

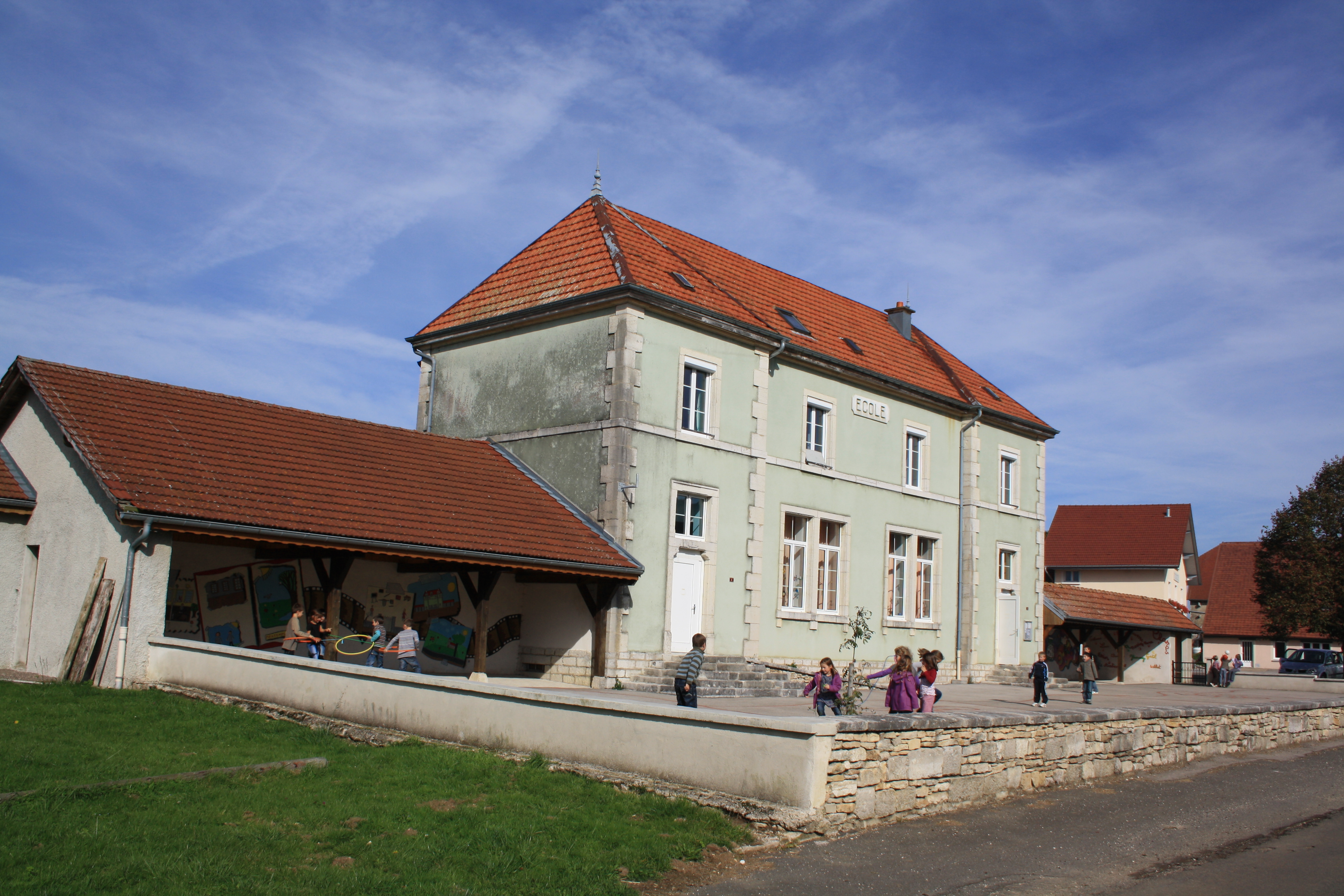
Schoolgebouw

Les Plains-et-Grands-Essarts is een gemeente in het Franse departement Doubs (regio Bourgogne-Franche-Comté) en telt 179 inwoners (2004). De plaats maakt deel uit van het arrondissement Montbéliard.

## Geografie
De oppervlakte van Les Plains-et-Grands-Essarts bedraagt 10,1 km², de bevolkingsdichtheid is 17,7 inwoners per km².
De onderstaande kaart toont de ligging van Les Plains-et-Grands-Essarts met de belangrijkste infrastructuur en aangrenzende gemeenten.

## Demografie
Onderstaande figuur toont het verloop van het inwonertal (bron: INSEE-tellingen).

1. ↑  Populations de référence 2022.